# 単位球面

様々な単位球面

単位球面（たんいきゅうめん、英: unit sphere）とは、中心点からの距離が1の点の集合である。なお、ここでの距離とは一般的な距離の概念である。一方、単位球（たんいきゅう、英: unit ball）は、中心点からの距離が1以下の点の集合（閉単位球 (closed unit ball)）、あるいは1未満の点の集合（開単位球 (open unit ball)）である。通常、特に断らない限り、対象とする空間の原点を中心点とする。したがって英語で何の前置きもなく "the" をつけて書かれている場合は、原点を中心点とする単位球面や単位球を指す。
単純に言い換えれば、単位球面は半径が1の球面であり、単位球は半径が1の球である。任意の球面は平行移動と拡大・縮小によって単位球面に変換でき、この点が重要である。したがって、球面の研究は一般に単位球面を研究することに還元できる。

## ユークリッド空間での単位球
n次元のユークリッド空間では、単位球面を {\displaystyle (x_{1},\ldots ,x_{n})} という点の集合としたとき、次の式が成り立つ。
{\displaystyle x_{1}^{2}+x_{2}^{2}+\cdots +x_{n}^{2}=1}
そして、閉単位球の全ての点の集合については、次の不等式が成り立つ。
{\displaystyle x_{1}^{2}+x_{2}^{2}+\cdots +x_{n}^{2}\leq 1}

### 面積と体積の一般的な式
最初に、単位球面の古典的な式が半径1でx軸、y軸、z軸で違いがない楕円面の式となることは重要である。
{\displaystyle f(x,y,z)=x^{2}+y^{2}+z^{2}=1}
n次元ユークリッド空間の単位球の体積と単位球面の面積は、解析学の様々な重要な方程式に出てくる。n 次元の単位球体の体積 Vn はガンマ関数を用いて書くことができる。
{\displaystyle V_{n}={\frac {\pi ^{n/2}}{\Gamma (1+n/2)}}={\begin{cases}{\pi ^{n/2}}/{(n/2)!}&{\text{if}}\;\;n\geq 0\;\;{\text{is even,}}\\~\\{\pi ^{\lfloor n/2\rfloor }2^{\lceil n/2\rceil }}/{n!!}&{\text{if}}\;\;n\geq 0\;\;{\text{is odd,}}\end{cases}}}
ここで n!! は二重階乗であり、{\displaystyle \lfloor \cdot \rfloor ,\lceil \cdot \rceil } は床関数と天井関数である。
(n−1) 次元単位球面の超体積（すなわち n 次元単位球体の表面積）An は次のように表せる
{\displaystyle A_{n}=nV_{n}={\frac {n\pi ^{n/2}}{\Gamma (1+n/2)}}={\frac {2\pi ^{n/2}}{\Gamma (n/2)}}\,,}
ただし最後の等号は n > 0 に対してのみ成り立つ。
いくつかの {\displaystyle n} に対応した表面積と体積は次のようになる。
| {\displaystyle n} | {\displaystyle A_{n}} （表面積）                      | {\displaystyle A_{n}} （表面積） | {\displaystyle V_{n}} （体積）                       | {\displaystyle V_{n}} （体積） |
| ----------------- | ----------------------------------------------------- | -------------------------------- | ---------------------------------------------------- | ------------------------------ |
| 0                 | {\displaystyle 0(1/0!)\pi ^{0}}                       | 0                                | {\displaystyle (1/0!)\pi ^{0}}                       | 1                              |
| 1                 | {\displaystyle 1(2^{1}/1!!)\pi ^{0}}                  | 2                                | {\displaystyle (2^{1}/1!!)\pi ^{0}}                  | 2                              |
| 2                 | {\displaystyle 2(1/1!)\pi ^{1}=2\pi }                 | 6.283                            | {\displaystyle (1/1!)\pi ^{1}=\pi }                  | 3.141                          |
| 3                 | {\displaystyle 3(2^{2}/3!!)\pi ^{1}=4\pi }            | 12.57                            | {\displaystyle (2^{2}/3!!)\pi ^{1}=(4/3)\pi }        | 4.189                          |
| 4                 | {\displaystyle 4(1/2!)\pi ^{2}=2\pi ^{2}}             | 19.74                            | {\displaystyle (1/2!)\pi ^{2}=(1/2)\pi ^{2}}         | 4.935                          |
| 5                 | {\displaystyle 5(2^{3}/5!!)\pi ^{2}=(8/3)\pi ^{2}}    | 26.32                            | {\displaystyle (2^{3}/5!!)\pi ^{2}=(8/15)\pi ^{2}}   | 5.264                          |
| 6                 | {\displaystyle 6(1/3!)\pi ^{3}=\pi ^{3}}              | 31.01                            | {\displaystyle (1/3!)\pi ^{3}=(1/6)\pi ^{3}}         | 5.168                          |
| 7                 | {\displaystyle 7(2^{4}/7!!)\pi ^{3}=(16/15)\pi ^{3}}  | 33.07                            | {\displaystyle (2^{4}/7!!)\pi ^{3}=(16/105)\pi ^{3}} | 4.725                          |
| 8                 | {\displaystyle 8(1/4!)\pi ^{4}=(1/3)\pi ^{4}}         | 32.47                            | {\displaystyle (1/4!)\pi ^{4}=(1/24)\pi ^{4}}        | 4.059                          |
| 9                 | {\displaystyle 9(2^{5}/9!!)\pi ^{4}=(32/105)\pi ^{4}} | 29.69                            | {\displaystyle (2^{5}/9!!)\pi ^{4}=(32/945)\pi ^{4}} | 3.299                          |
| 10                | {\displaystyle 10(1/5!)\pi ^{5}=(1/12)\pi ^{5}}       | 25.50                            | {\displaystyle (1/5!)\pi ^{5}=(1/120)\pi ^{5}}       | 2.550                          |

n ≥ 2 に対する小数は近似値である。

#### 再帰
An の値は次のように再帰的に表せる。
{\displaystyle A_{0}=0}
{\displaystyle A_{1}=2}
{\displaystyle A_{2}=2\pi }
{\displaystyle A_{n}={\frac {2\pi }{n-2}}A_{n-2}} for {\displaystyle n>2}
Vn の値は次のように再帰的に表せる。
{\displaystyle V_{0}=1}
{\displaystyle V_{1}=2}
{\displaystyle V_{n}={\frac {2\pi }{n}}V_{n-2}{\text{ for }}n>1}

#### フラクタル次元

x次元の球面の面積を x の連続関数として図示したグラフ -тут ошибка на графике, я по китайски не понимаю

x次元の球の体積を x の連続関数として図示したグラフ

An および Vn の式は n > 0 の任意の実数について計算でき、非負整数以外の n についての球面の面積や球の体積が必要になる場合もある。

#### 他の半径
n次元の球面の表面積は、半径が r なら An rn−1 となり、同様に n 次元の球の体積は、半径が r なら Vn rn となる。例えば、半径 r の3次元の球面の表面積は A = 4π r 2、半径 r の3次元の球の体積は V = 4π r 3 / 3 となる。

## ノルム線型空間における単位球
ノルム線型空間 {\displaystyle V} でノルムが {\displaystyle \|\cdot \|} のとき、開単位球 (open unit ball) は次のように表される。
{\displaystyle \{x\in V:\|x\|<1\}}
これは下記の (V,||·||) における閉単位球 (closed unit ball) の内部 (interior) である。
{\displaystyle \{x\in V:\|x\|\leq 1\}}
後者は前者の直和であり、その共通する境界が (V,||·||) における単位球面である。
{\displaystyle \{x\in V:\|x\|=1\}}
単位球の形状は、どういうノルムを選択するかで大きく異なる。角のある形状になる場合もあり、例えば Rn にてノルム l∞ を採用すると [−1,1]n のようになる。丸い球形は、ユークリッド距離で有限次元の場合に一般的なヒルベルト空間ノルムを採用した場合と理解できる。その境界がいわゆる単位球面となる。

## 一般化

### 距離空間
これまでの定義は、選択した原点についての距離空間で直接的に一般化できる。しかし位相幾何学的な概念（内部、閉包、境界）をそのまま適用する必要はない。一部の距離空間では、単位球面が空の場合もある。

### 二次形式
線型空間 V に実数の二次形式 F:V → R があるとき、{ x ∈ V : F(x) = 1 } を V の単位球面と呼ぶことがある。2次元の例として分解型複素数と二元数がある。F が負の値をとるとき、{x ∈ V: F(x) = − 1} を反球 (counter-sphere) と呼ぶ。